# هاياتو أوتشي
هاياتو أوتشي (باليابانية: 越智 隼人) (17 يوليو 1982 في أغيو في اليابان – )؛ هو لاعب كرة قدم ياباني سابق كان يلعب كمدافع.

## وصلات خارجية
- هاياتو أوتشي على موقع رابطة كرة القدم اليابانية للمحترفين (اليابانية)
- هاياتو أوتشي على موقع عالم كرة القدم.نت (الإنجليزية)